# Richard Schmidt (remero)
Richard Schmidt (Tréveris, 23 de mayo de 1987) es un deportista alemán que compitió en remo.
Participó en cuatro Juegos Olímpicos de Verano, entre los años 2008 y 2020, obteniendo tres medallas en la prueba de ocho con timonel, oro en Londres 2012, plata en Río de Janeiro 2016 y plata en Tokio 2020.
Ganó nueve medallas en el Campeonato Mundial de Remo entre los años 2009 y 2019, y diez medallas en el Campeonato Europeo de Remo entre los años 2007 y 2020.

## Palmarés internacional
| Juegos Olímpicos   | Juegos Olímpicos            | Juegos Olímpicos | Juegos Olímpicos   |
| Año                | Lugar                       | Medalla          | Prueba             |
| ------------------ | --------------------------- | ---------------- | ------------------ |
| 2012               | Londres (Reino Unido)       | Medalla de oro   | Ocho con timonel   |
| 2016               | Río de Janeiro (Brasil)     | Medalla de plata | Ocho con timonel   |
| 2020               | Tokio (Japón)               | Medalla de plata | Ocho con timonel   |
| Campeonato Mundial |                             |                  |                    |
| Año                | Lugar                       | Medalla          | Prueba             |
| 2009               | Poznań (Polonia)            | Medalla de oro   | Ocho con timonel   |
| 2010               | Cambridge (Nueva Zelanda)   | Medalla de oro   | Ocho con timonel   |
| 2011               | Bled (Eslovenia)            | Medalla de oro   | Ocho con timonel   |
| 2013               | Chungju (Corea del Sur)     | Medalla de plata | Ocho con timonel   |
| 2014               | Ámsterdam (Países Bajos)    | Medalla de plata | Ocho con timonel   |
| 2015               | Aiguebelette (Francia)      | Medalla de plata | Ocho con timonel   |
| 2017               | Sarasota (Estados Unidos)   | Medalla de oro   | Ocho con timonel   |
| 2018               | Plovdiv (Bulgaria)          | Medalla de oro   | Ocho con timonel   |
| 2019               | Ottensheim (Austria)        | Medalla de oro   | Ocho con timonel   |
| Campeonato Europeo |                             |                  |                    |
| Año                | Lugar                       | Medalla          | Prueba             |
| 2007               | Poznań (Polonia)            | Medalla de plata | Cuatro sin timonel |
| 2010               | Montemor-o-Velho (Portugal) | Medalla de oro   | Ocho con timonel   |
| 2013               | Sevilla (España)            | Medalla de oro   | Ocho con timonel   |
| 2014               | Belgrado (Serbia)           | Medalla de oro   | Ocho con timonel   |
| 2015               | Poznań (Polonia)            | Medalla de oro   | Ocho con timonel   |
| 2016               | Brandeburgo (Alemania)      | Medalla de oro   | Ocho con timonel   |
| 2017               | Račice (República Checa)    | Medalla de oro   | Ocho con timonel   |
| 2018               | Glasgow (Reino Unido)       | Medalla de oro   | Ocho con timonel   |
| 2019               | Lucerna (Suiza)             | Medalla de oro   | Ocho con timonel   |
| 2020               | Poznań (Polonia)            | Medalla de oro   | Ocho con timonel   |